# Епархия Пуэрто-Кабельо
Епархия Пуэрто-Кабельо (лат. Dioecesis Portus Cabellensis) — епархия Римско-католической церкви с центром в городе Пуэрто-Кабельо, Венесуэла. Епархия Пуэрто-Кабельо входит в митрополию Валенсии в Венесуэле. Кафедральным собором епархии Пуэрто-Кабельо является церковь святого Иосифа.

## История
5 июля 1994 года Папа Римский Иоанн Павел II издал буллу «Sollicitus de spirituali», которой учредил епархию Пуэрто-Кабельо, выделив её из архиепархии Валенсии в Венесуэле.

## Ординарии епархии
- епископ Рамон Антонио Линарес Сандовал (5.07.1994 — 16.07.2002), назначен епископом Баринаса;
- епископ Рамон Хосе Вилориа Пинсон, S.O.D.[1] (5.12.2003 — 13.03.2010);
- епископ Сауль Фигероа Альборнос (с 30 апреля 2011 года).